# SN 2001P
SN 2001P – supernowa typu Ia odkryta 31 stycznia 2001 roku w galaktyce NGC 3947. W momencie odkrycia miała maksymalną jasność 17,50m.